# 구익균
구익균(具益均, 1908년 3월 20일(음력 2월 18일)~2013년 4월 8일)은 대한민국의 독립운동가이다. 

## 생애
스무살때에 신의주 고등보통학교를 졸업한 그는 1929년 3월 신의주 학생 의거에서 주도적인 역할을 맡았다. 일본 경찰의 감시를 피해 중국 상하이로 피신해 한국독립당에서 활동했다. 안창호의 비서실장을 역임했다. 1990년 건국훈장 애족장을 수여받았다.

## 사후
건국훈장 애족장 수여자로 국립묘지에 안장될 예정이었으나, 2013년 국가보훈처는 구익균이 1972년 사문서 위조로 징역 10월 집행유예 2년, 1973년 조세범처벌법 위반으로 징역 1년에 집행유예 2년을 받은 것을 문제 삼아 발인 하루 전인 4월 9일 안장 취소를 유족에 통보했다. 그러나, 사문서 위조는 채권단장으로 영세업자를 돕기 위한 어쩔 수 없는 선택이었다는 사실이 드러났고, 군사정권의 정치적 의도로 조세 포탈 혐의도 과도하게 부풀려졌다는 게 입증되어 중앙행정심판위원회로부터 처분 취소 결정이 내려졌다. 이후 국립묘지에 안장되었다.